# El amor ajeno
El amor ajeno es una telenovela mexicana dirigida por Julio Castillo y  producida por Irene Sabido para la cadena Televisa, siendo exhibida por El Canal de las Estrellas< entre 1983 y 1984. Fue protagonizada por Irma Lozano y Jorge Lavat, y antagonizada por Úrsula Prats.

## Argumento
Una mujer reprimida se enamora de un hombre que su mejor amiga, altiva, hipócrita y egoísta, le quita.

## Elenco
- Irma Lozano† - Déborah de la Serna
- Jorge Lavat† - Charlie
- Úrsula Prats - Linda
- Ramón Pons† - Pablo Enríquez
- Bertha Moss† - Sara Ruiz
- Patricia Thomas - Doris Castellanos
- Kitty de Hoyos† - Susana/Ivonne
- Tony Carbajal† - Oscar Enríquez
- Miguel Manzano† - Jaime de la Serna
- Manuel Ojeda - Roberto Castellanos
- Manuel Capetillo - Gonzalo Durán
- Karmen Erpenbach - Elisa
- Elizabeth Aguilar - María
- Fabián - Juan Luis
- Héctor Flores - Alfredo
- Irma Porter - Margarita
- Margarita Gralia - Carla
- Antonio Ruiz - Enrico
- Arturo Benavides - Ricardo
- Rubén Bringas - Leo
- Bob Nelson - John
- Agustín López - Fiscal
- Antonio Miguel
- Carmen Manzano
- Rebeca Manríquez

## Premios y nominaciones

### Premios TVyNovelas 1984
| Categoría        | Nominado(a)    | Resultado |
| ---------------- | -------------- | --------- |
| Mejor telenovela | Irene Sabido   | Nominada  |
| Mejor actriz     | Irma Lozano    | Nominada  |
| Mejor actor      | Jorge Lavat    | Nominado  |
| Mejor villana    | Úrsula Prats   | Nominada  |
| Mejor villano    | Miguel Manzano | Nominado  |

## Versiones
- Amor ajeno es un remake de la telenovela Entre brumas en 1973 producida por el señor telenovela Ernesto Alonso, dirigida también por Julio Castillo y protagonizada por Chela Castro y Ricardo Blume y  antagonizada por Rita Macedo. Las autoras Fernanda Villeli y Marissa Garrido modernizaron la historia pues la original se desarrollaba en un pequeño pueblo en Inglaterra, mientras que la nueva versión se desarrolla en México.